# Bellingerite
La bellingerite è un minerale.